# Homoporus cephalotes
Homoporus cephalotes is een vliesvleugelig insect uit de familie Pteromalidae. De wetenschappelijke naam is voor het eerst geldig gepubliceerd in 1956 door Szelényi.